# برناردينو ماتشادو
برناردينو ماتشادو (بالبرتغالية: Bernardino Machado) (و. 1851 – 1944 م) هو سياسي من البرتغال ولد في ريو دي جانيرو.

## التعليم
تعلم في جامعة قلمرية.

## مناصب وهيئات
أدار جامعة قلمرية.

## روابط خارجية
- برناردينو ماتشادو على موقع الموسوعة البريطانية (الإنجليزية)